# Algsäckspinnare
Algsäckspinnare (Narycia duplicella) är en fjärilsart som först beskrevs av Johann August Ephraim Goeze 1783.  Algsäckspinnare ingår i släktet Narycia, och familjen säckspinnare. Arten är reproducerande i Sverige.